# Humuszbogárfélék
A humuszbogárfélék (Teredidae) a rovarok (Insecta) osztályában a bogarak (Coleoptera) rendjébe, azon belül a mindenevő bogarak (Polyphaga) alrendjébe tartozó család. A lárvarontófélék (Bothrideridae) családjától 2015-ben különítették el.

## Elterjedésük
A család nagyjából 120 faja főleg az óvilági trópusokon él. Magyarországon 9 fajuk fordul elő.

## Megjelenésük, felépítésük
Legfeljebb 10 mm hosszú, sima felületű, hengeres testű bogarak. Az 'Anommatus-fajok szeme és hártyás szárnya hiányzik, kültakarójuk gyengén pigmentált.

## Életmódjuk, élőhelyük
Főleg elhalt fában, ambróziagombát termesztő szúfajok járataiban élnek. Az Anommatus-fajok talajlakók, bomló növényi
anyagokkal táplálkoznak. Apró méretük és rejtett életmódjuk miatt elvétve kerülnek elő.

## Magyarországon előforduló fajok és rendszertani besorolásuk
- Anommatinae Ganglbauer, 1899
  - Anommatus Wesmael, 1835
    - csipkés humuszbogár (Anommatus duodecimstriatus) (P.W.J Müller, 1821)
    - magyar humuszbogár (Anommatus hungaricus) Dudich, 1922
    - dombóvári humuszbogár (Anommatus jelinecki)  Dajoz, 1971
    - pannon humuszbogár (Anommatus pannonicus) Kaszab, 1947
    - sima humuszbogár (Anommatus reitteri) Ganglbauer, 1899
    - szegedi humuszbogár (Anommatus stilleri) Kaszab, 1947

- Teredinae Seidlitz, 1888
  - Oxylaemus Erichson, 1845
    - hengeres humuszbogár (Oxylaemus cylindricus)  (Creutzer, 1796)

  - Teredus Dejean, 1835
    - fényes humuszbogár (Teredus cylindricus)  (Olivier, 1790)
    - fénytelen humuszbogár (Teredus opacus)  Habelmann, 1854

## Képek

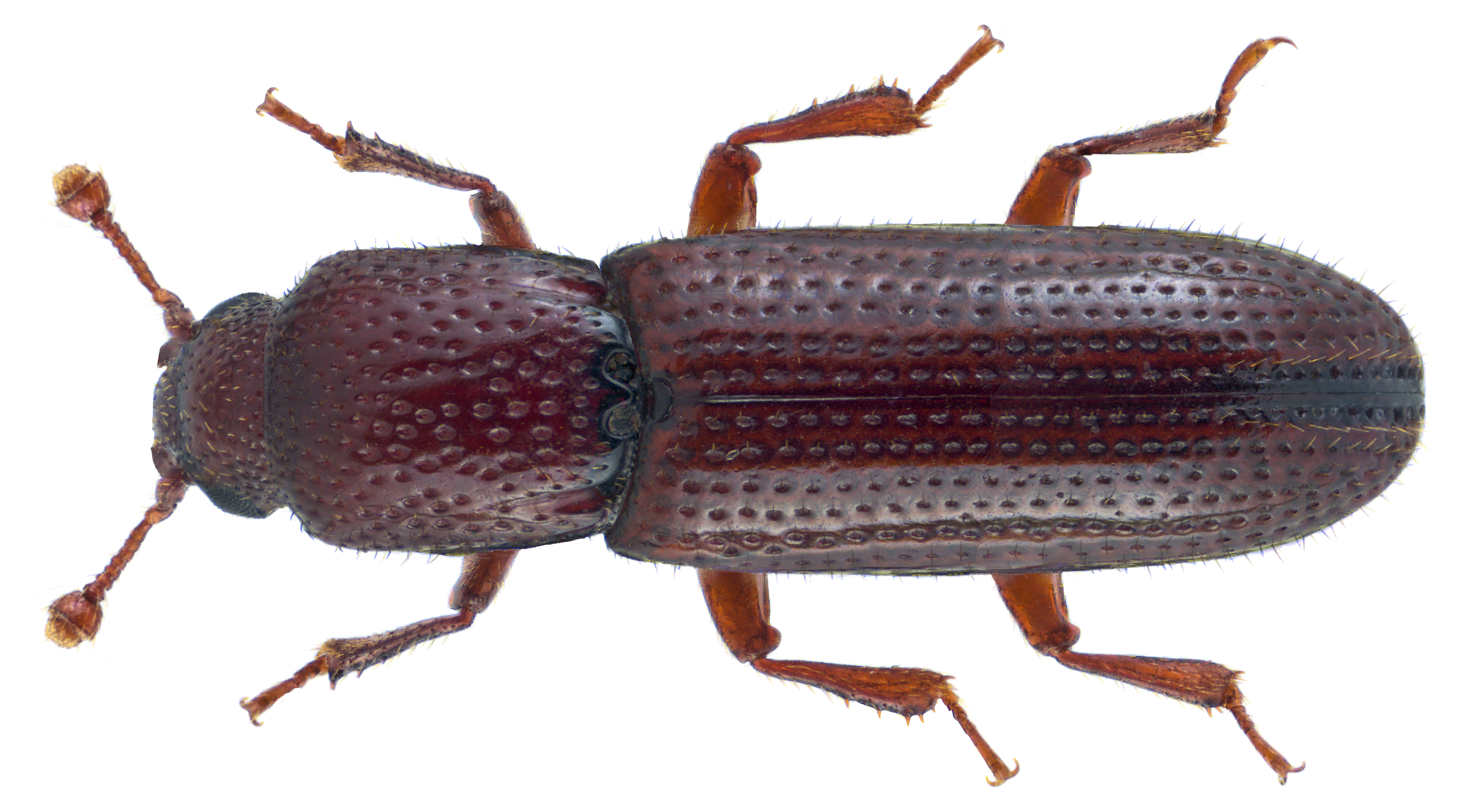
Hengeres humuszbogár (Oxylaemus cylindricus)